# Kaukazologia
Kaukazologia – jest to jedna z dziedzin orientalistyki, zajmująca się badaniem języków, kultury, literatury oraz dziejów ludów kaukaskich.
Najlepiej wyodrębnionym działem kaukazologii jest kartwelistyka.
Do najwybitniejszych kaukazologów należą:
- Tamaz Gamkrelidze
- Arnold Czikobawa
- Piotr Uslar
- Georges Dumézil
- Brian George Hewitt